# Хочу зрозуміти
Хочу зрозуміти (азерб. Anlamaq istəyirəm) — радянський двосерійний драматичний телефільм 1980 року виробництва кіностудії «Азербайджанфільм», екранізація поеми Набі Хазрі «Зустрічний позов». Створено на замовлення ЦТ СРСР.

## Сюжет
Телефільм розповідає про зруйновані мрії та щастя в боротьбі за любов двох люблячих людей. Двоє людей — Рустам і Чинара колись закохалися один в одного і жили щасливо в шлюбі, але у підсумку Чинара, зрозумівши, що крім любові їй нічого не потрібно, вирішила розлучитися з чоловіком, запропонувавши жити як коханці. Цього Рустам не прийняв, і тоді Чинара зрозумівши помилку захотіла повернути своє щастя, однак потяг пішов назавжди, бо Рустам більше не захотів мати з Чинарою нічого спільного.

## У ролях
- Реваз Чхіквішвілі — Рустам
- Гаміда Омарова — Чинара
- Микаїл Керімов — Ахмед
- Мая Іскендерова — Рана
- Гасан Мамедов — Чингіз
- Гасан Турабов — Гасан
- Земфіра Садикова — Фарида
- Сона Асланова — мати Чинари
- Веліахд Велієв — Самед
- Тельман Адигьозалов — Камал
- Ельденіз Расулов — Зейнал
- Гюльшун Курбанова — Рафіга
- Амілет Курбанов — Фазіль
- Садих Гусейнов — Шукюров

## Знімальна група
- Оригінальний текст: Набі Хазрі
- Автори сценарію: Леонід Жуховицький, Октай Міркасимов
- Режисер-постановник Октай Міркасимов
- Оператор-постановник Алескер Алекперов
- Художник-постановник Фірангіз Курбанова
- Композитор Рафік Бабаєв